# Blenheim, Ontario
Blenheim är en ort i Kanada.   Den ligger i provinsen Ontario, i den sydöstra delen av landet, 600 km sydväst om huvudstaden Ottawa. Blenheim ligger 212 meter över havet och antalet invånare är 4 563.
Terrängen runt Blenheim är huvudsakligen platt. Blenheim ligger uppe på en höjd. Trakten är glest befolkad. Det finns inga andra samhällen i närheten.
Trakten runt Blenheim består till största delen av jordbruksmark.